# Неофициальная история конфуцианцев

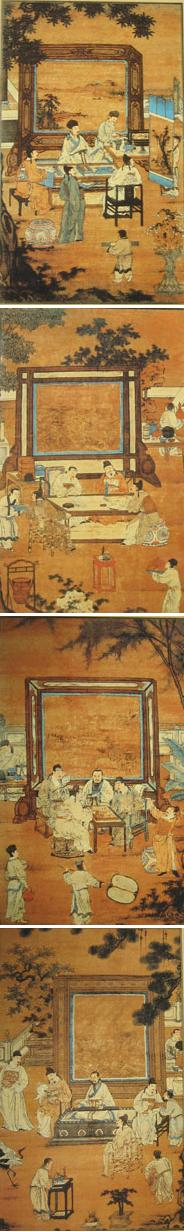

«Неофициальная история конфуцианцев» («Жулинь-вайши»; кит. упр. 儒林外史, пиньинь Rúlín wàishǐ, буквально: «Сторонняя история леса учёных мужей») — китайский роман, первое значительное произведение китайской литературы в жанре реалистической социальной сатиры.  Принадлежит кисти У Цзинцзы и является его наиболее значимым художественным произведением. Начат около 1740 года и закончен в 1750 году.

## Особенности
Роман написан с использованием разговорного языка, при этом более выверенного и высокого по стилистике, чем другие произведения с его использованием. 
Книга живописует повседневную жизнь представителей образованного класса в различных ситуациях: многообразие случайных заработков, столкновение с представителями различных социальных слоёв, запутанные семейные связи, коррумпированность чиновников, происшествия на государственных экзаменах. Обозначив время действия романа как эпоху правления Мин, писатель, однако, наглядно живописует современную ему в высшей степени формализованную государственную жизнь эпохи Цин.
Предмет повествования необычен для своего времени: ведущие писатели эпохи (Фэн Мэнлун и другие) беллетризировали общеизвестные исторические события, создавая образы значительных людей, а герои У Цзинцзы подчеркнуто малозначимы и непретенциозны. 
В качестве прототипов персонажей романа (всего их около 200) У Цзинцзы ввел в роман многих своих знакомых. Установлено около 30 реальных прототипов героев.

## Критика
Поборников морали в романе удивляло отсутствие воздаяния за дурные дела отдельных героев (хотя иногда наказание за проступки всё же имеет место), тогда как литературоведов, начиная с Лу Синя — «аморфность», отсутствие единой сюжетной линии: роман часто воспринимается как набор небольших бытовых новелл со множеством действующих лиц. При этом завершённая структура произведения говорит о том, что автор писал его как единое произведение.

## Влияния на роман
Предполагается, что семья У имела связи со знаменитыми учеными-неоконфуцианцами своего времени Янь Юанем (颜元) и Ли Гуном (李塨), подчеркивавшими в своих работах важность ритуала, и их идеи, по-видимому, легли в основу его книги.

## Влияние романа
Роман оказал значительное влияние на китайскую литературу XX века, в первую очередь на творчество Лу Синя.